# Joseph Villard
Cet article possède un paronyme, voir Joseph Willard.
Pour les articles homonymes, voir Villard.
Joseph Villard, né à Ploaré (Finistère) le 8 juin 1838, mort à Quimper le 16 mars 1898, est un photographe et un éditeur français.
Il développe une activité d'éditeur de cartes postales diffusées par la « maison Villard ».
Joseph Villard est l'oncle du peintre Abel Villard et le grand-oncle du peintre Robert Paulo Villard.

## Biographie
Joseph Villard est initié à la photographie par son frère Jean-Marie, qui a été formé par Nadar et Louis Daguerre à Paris. Il reprend l'atelier de photographie créé par son frère Jean-Marie à Quimper  et le développe en parcourant la Bretagne, à pied puis à vélo, pour photographier des monuments et des sujets pittoresques. Au fil des années, il constitue  un important fonds de plaques photographiques.
Il fait construire vers 1910 le "manoir" de Roz Maria entouré d'un jardin d'agrément, sur des terres situées en Ergué-Armel qui appartenaient jusqu'alors à la famille de La Hubaudière. Ce "manoir" est acheté en 2021 par la ville de Quimper.

L'immeuble Ty Kodak à Quimper.

Son fils, Joseph-Marie Villard, puis son petit-fils, Joseph-Henri-Marie Villard,, prennent sa succession. Le magasin Ty Kodak qu'ils font construire en 1933 par l'architecte Olivier Mordrelle est inscrit au titre des monuments historiques depuis 2006. La maison d'édition quimpéroise « Joseph-Marie Villard père et fils » a produit plus de 7 000 cartes postales référencées.

## Postérité
En 1950, la Maison Villard est vendue à M. Gouiffès qui fait don du fonds des photographies anciennes aux Bâtiments de France. Après avoir fourni 1 000 photos de costumes au musée départemental breton de Quimper, le Service départemental de l'architecture et du patrimoine a créé un site internet permettant la mise en ligne librement accessible de 3 000 clichés tirés du « fonds Villard », autour des thèmes des monuments et des scènes de la vie quotidienne en Bretagne. En 2015, une exposition estivale intitulée l'exposition Villard réunissant 73 photographies en noir et blanc, issues du fonds Villard a lieu dans la salle des fêtes de Douarnenez.

## Exemples de photographies

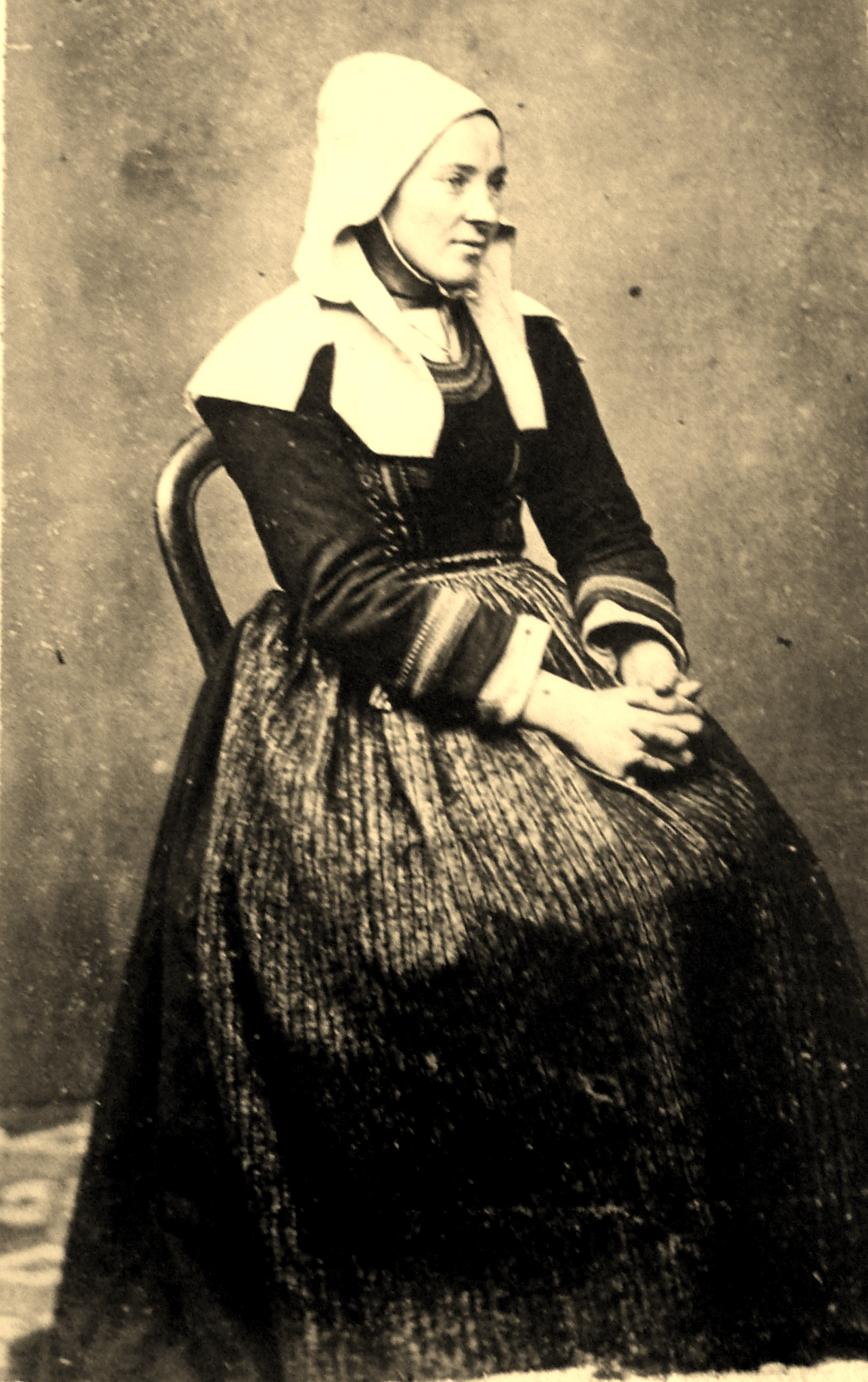
Femme de Rosporden (fin XIXe)
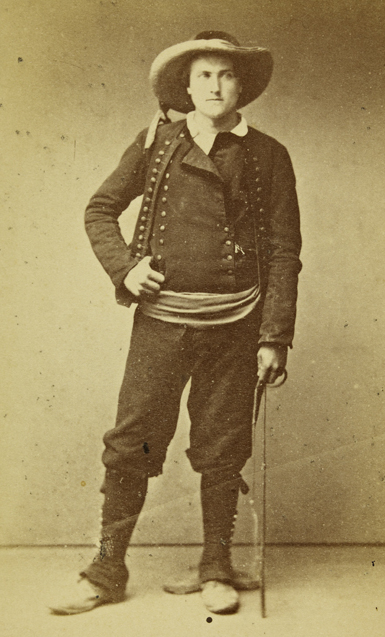
Homme de Pleyben vers 1870
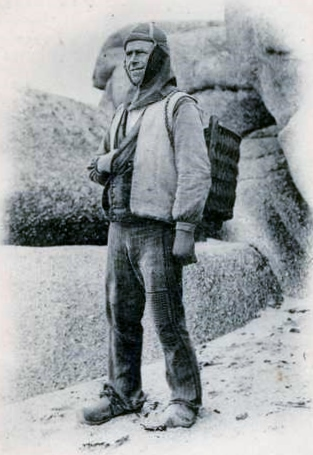
Pêcheur de Brignogan
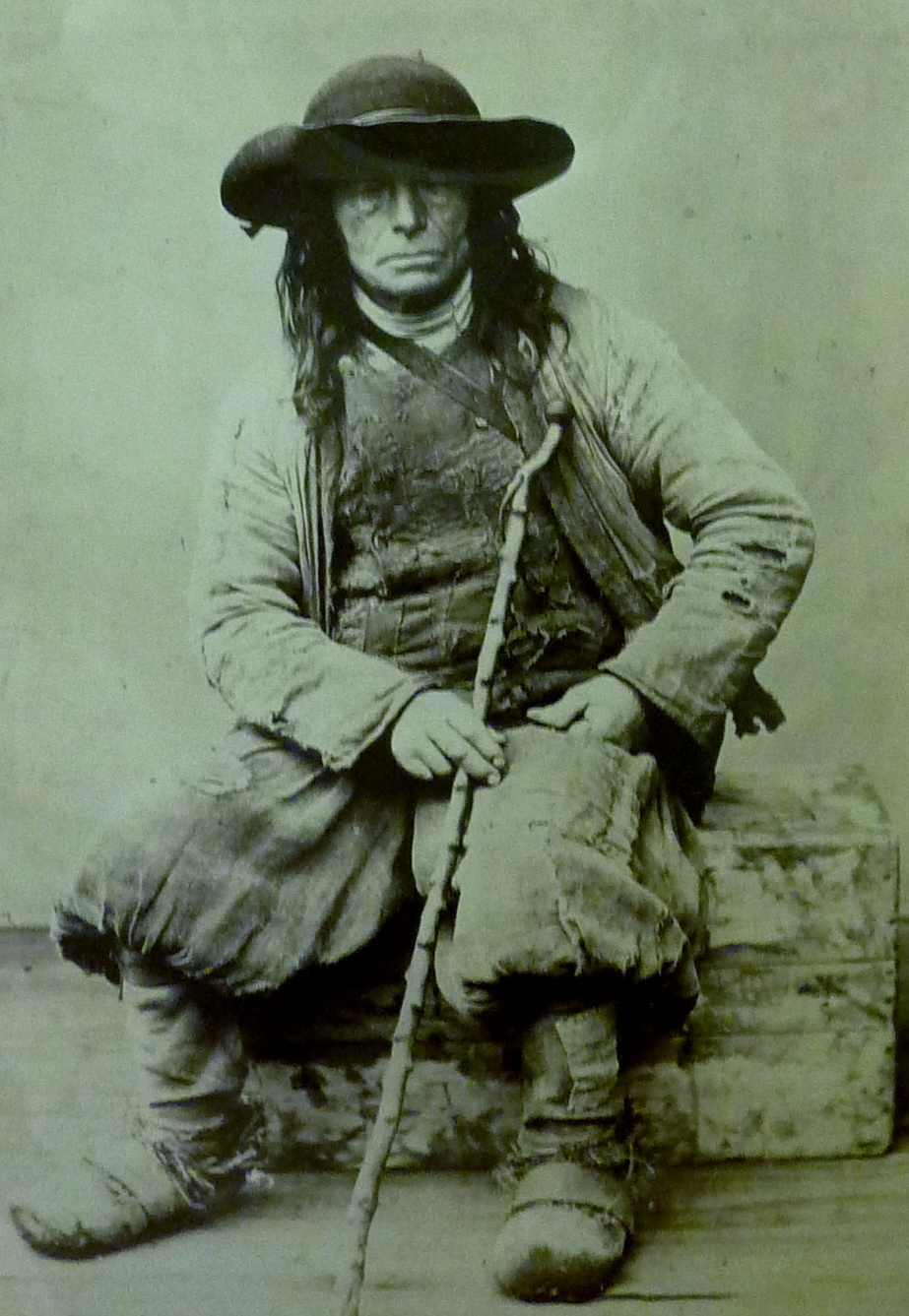
Homme de Penhars (vers 1875)
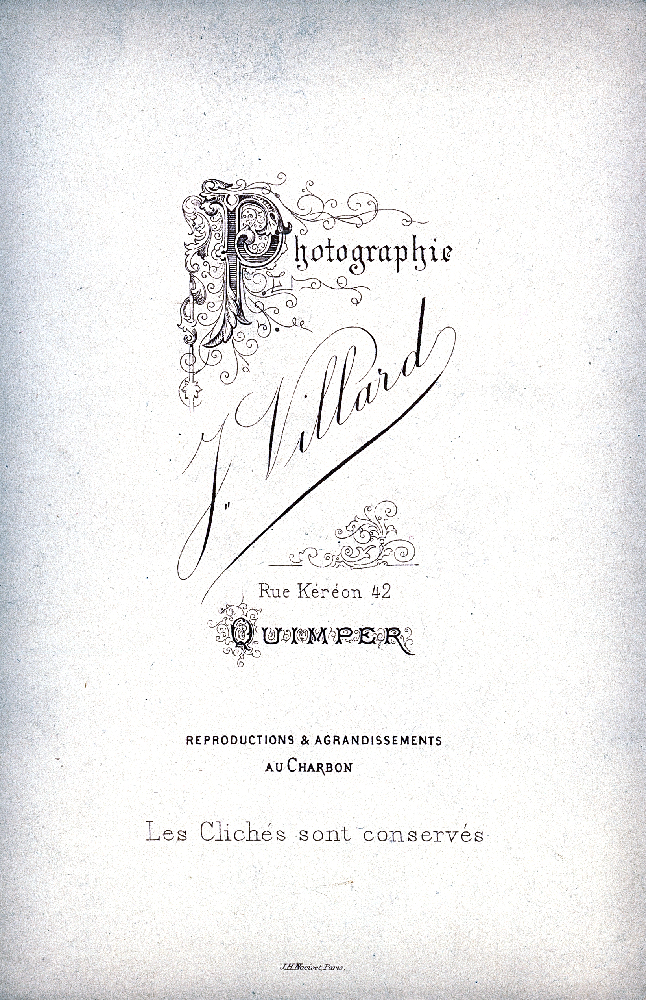
Dos d'une photographie de J. Villard